# Гончаренко Макар Михайлович
Макар Михайлович Гончаренко (5 (18) квітня 1912, Київ — 1 квітня 1997, там само) — український радянський футболіст, нападник, тренер.

## Біографія

Команда «Старт» (у темних футболках) і «Флакельф» (у білих) перед першим матчем 6 серпня 1942 року (справа наліво): Гончаренко, Балакін, Сухарєв, Коротких, Клименко, Комаров, Трусевич, Тимофєєв. Сидять: Ткаченко, Путистін (без майки), Мельник, Чернега

Народився 5 (18 квітня) 1912 року в Києві. Почав грати в 1929 році в Києві в юнацькій команді заводу «Комунальник». В «Залдорі» (Київ) — 1931—1932 (по серпень), «Динамо» (Іваново) — 1932 (з вересня) − 1934, «Динамо» (Київ) — 1935—1940 (по травень), 1944—1945, «Локомотиві» (Київ) — 1940 (з червня), «Спартаку» (Одеса) — 1941 (по червень), «Харчовик» (Одеса) — 1946 (з травня), «Спартаку» (Херсон) — 1947.
У чемпіонатах СРСР провів 77 матчів, забив 30 голів. 2-й призер чемпіонату СРСР (1936 — весна), 3-й призер чемпіонату СРСР (1937). Найкращий бомбардир чемпіонату СРСР (1938 — 20 голів, рекорд клубу повторив О.Блохін у 1974). У збірних Іваново — 1933—1934, Києва — 1932, 1935—1940, РРФСР — 1932, Україна — 1935—1939. Учасник чемпіонату СРСР (1935). Чемпіон України (1936). Володар Кубка України (1937, 1938, 1944). 2-й призер чемпіонату УРСР (1934). Брав участь у сезоні 1942 р. в Києві в складі команди «Старт» у «Матчі смерті» — забив два голи у ворота німецької команди «Flakelf».
У 60х--70х виступав за ветеранів «Динамо».

Могила Макара Гончаренка

Тренер «Авангарду» (Жовті Води) — 1962. Багато років був тренером юнацьких команд СКА (Київ). Помер 1 квітня 1997 року в Києві. Похований на Берковецькому кладовищі (ділянка № 8).